# Rhyacophila coclearis
Rhyacophila coclearis är en nattsländeart som beskrevs av Li-Peng Hsu och Chin-Seng Chen 1996. Rhyacophila coclearis ingår i släktet Rhyacophila och familjen rovnattsländor. Inga underarter finns listade i Catalogue of Life.